# Francisco Sarmiento
Francisco F. Sarmiento fue un político y funcionario argentino. Nacido en la localidad de Villa de Merlo, provincia de San Luis, asumió el cargo de gobernador de la provincia de facto desde el 13 de junio de 1904 hasta el 24 de junio de 1904, bajo una revolución sangrienta.

## Revolución Puntana
El 13 de junio de 1904, estalló la llamada Revolución Puntana en la ciudad de San Luis de manera sangrienta para derrocar a la Familia Mendoza, a los que se acusaba de crear una dinastía en la provincia, con un gran poder casi sin precedentes, manejando las intendencias, el poder legislativo y el poder judicial provincial para sus fines políticos, que en varias oportunidades lo utilizaban malintencionadamente para perseguir y apresar a opositores.   
El pueblo puntano se levantó en armas y derrocó a la familia tirana y los apresó, primero a Jerónimo Rafael Mendoza, quien ocupaba el cargo de gobernador, y luego a su hermano Eriberto Mendoza (senador nacional por San Luis). Se decidió mediante una asamblea interna la elección de un gobernador provisorio para conducir la provincia, que se encontraba acéfala.
Francisco Sarmiento era un ciudadano con prestigio en la comunidad que transmitía respeto entre sus conciudadanos, un líder, y logró asumir el mando sin experiencia política. Francisco nunca había ocupado un cargo político y desconocía las verdaderas necesidades en la provincia. Tenía buenos ideales de crecimiento y proyectos pero sus consejeros y ministros no pudieron advertir de un complot entre los partidariarios mendocistas y los conservadores disconformes con su gestión para relevarlo del cargo bajo una intervención federal y posiblemente el restablecimiento al poder de la Familia Mendoza.